# Filmografia su Antifascismo e Resistenza
La filmografia su antifascismo e resistenza è un ampio filone filmografico che si è sviluppato negli anni successivi alla Seconda guerra mondiale.

## Filmografia

### Film britannici
- Gli eroi di Telemark (The Heroes of Telemark), regia di Anthony Mann (1965)
- Il pianista (The Pianist), regia di Roman Polański (2002)

### Film francesi
- Notte e nebbia (Nuit et brouillard), regia di Alain Resnais (1955)
- Il treno (The Train), regia di John Frankenheimer (1964)
- Parigi brucia? (Paris brûle-t-il?), regia di René Clément (1966)
- Mr. Klein (Monsieur Klein), regia di Joseph Losey (1976)
- Shoah, regia di Claude Lanzmann (1978)
- L'ultimo metrò (Le dernier métro), regia di François Truffaut (1980)
- Bolero (Les uns et les autres), regia di Claude Lelouch (1981)
- Tornare per rivivere (Partir, revenir), regia di Claude Lelouch (1985)
- Arrivederci ragazzi (Au revoir les enfants), regia di Louis Malle (1987)
- Train de vie - Un treno per vivere (Train de vie), regia di Radu Mihăileanu (1998)
- Jakob il bugiardo (Jakob the Liar), regia di Mathieu Kassovitz (1999)
- Monsieur Batignole, regia di Gérard Jugnot (2001)
- Amen., regia di Costa-Gavras (2002)
- La chiave di Sara (Elle s'appelait Sarah), regia di Gilles Paquet-Brenner (2010)

### Film italiani
- Giorni di gloria, regia di Luchino Visconti (1945)
- Due lettere anonime, regia di Mario Camerini (1945)
- Roma città aperta, regia di Roberto Rossellini (1945)
- Un giorno nella vita, regia di Alessandro Blasetti (1946)
- Paisà, regia di Roberto Rossellini (1946)
- Il sole sorge ancora, regia di Aldo Vergano (1946)[1]
- Achtung, banditi!, regia di Carlo Lizzani (1951)
- Cronache di poveri amanti, regia di Carlo Lizzani (1954)
- Gli sbandati, regia di Citto Maselli (1955)
- I sette contadini, regia di Elio Petri - cortometraggio (1958)
- Il generale Della Rovere, regia di Roberto Rossellini (1959)
- Il gobbo, regia di Carlo Lizzani (1960)
- Era notte a Roma, regia di Roberto Rossellini (1960)
- Kapò, regia di Gillo Pontecorvo (1960)
- La lunga notte del '43, regia di Florestano Vancini (1960)
- Tutti a casa, regia di Luigi Comencini (1960)
- Una vita difficile, regia di Dino Risi (1961)
- I due marescialli, regia di Sergio Corbucci (1961)
- Un giorno da leoni, regia di Nanni Loy (1961)
- Tiro al piccione, regia di Giuliano Montaldo (1961)
- Le quattro giornate di Napoli, regia di Nanni Loy (1962)
- Dieci italiani per un tedesco (Via Rasella), regia di Filippo Walter Ratti (e di Enzo G. Castellari, seconda unità) (1962)
- La ragazza di Bube, regia di Luigi Comencini (1963)
- Il terrorista, regia di Gianfranco De Bosio (1963)
- I due colonnelli, regia di Steno (1963)
- Andremo in città, regia di Nelo Risi (1965)
- La donna nella Resistenza, regia di Liliana Cavani (1965)
- La strada più lunga, regia di Nelo Risi (1965)
- Le stagioni del nostro amore, regia di Florestano Vancini (1966)
- I sette fratelli Cervi, regia di Gianni Puccini (1968)[2]
- Il conformista, regia di Bernardo Bertolucci (1970)
- Corbari, regia di Valentino Orsini (1970)[3]
- Il giardino dei Finzi Contini, regia di Vittorio De Sica (1970)
- La strategia del ragno, regia di Bernardo Bertolucci (1970)
- Vidali, una lezione di antifascismo, regia di Franco Giraldi - cortometraggio (1971)[4]
- Libera, amore mio!, regia di Mauro Bolognini (1973)
- Rappresaglia, regia di George Pan Cosmatos (1973)
- Mussolini, ultimo atto, regia di Carlo Lizzani (1974)
- C'eravamo tanto amati[5], regia di Ettore Scola (1974)
- Salvo D'Acquisto, regia di Romolo Guerrieri (1974)
- Lotta partigiana, regia di Paolo Gobetti e Giuseppe Risso, film di montaggio (1975)
- Nemici d'infanzia, regia di Luigi Magni (1975)
- L'Agnese va a morire, regia di Giuliano Montaldo (1976)
- Una giornata particolare, regia di Ettore Scola (1976)
- Novecento, regia di Bernardo Bertolucci (1976)
- Salò o le 120 giornate di Sodoma, regia di Pier Paolo Pasolini (1976)
- L'esercito di Scipione[6], regia di Giuliana Berlinguer - serie TV (1977)
- Uomini e no, regia di Valentino Orsini (1980)
- Finché dura la memoria: Piazzale Loreto, regia di Damiano Damiani (1981)
- La notte di San Lorenzo, regia di Paolo e Vittorio Taviani (1982)
- Notti e nebbie, regia di Marco Tullio Giordana (1984)
- Jona che visse nella balena, regia di Roberto Faenza (1993)
- Per ignota destinazione, regia di Paolo Farina (1995)[7]
- Porzûs, regia di Renzo Martinelli (1997)
- La vita è bella, regia di Roberto Benigni (1997)
- La tregua, regia di Francesco Rosi (1997)
- I piccoli maestri, regia di Daniele Luchetti (1998)
- Il partigiano Johnny, regia di Guido Chiesa (2000)
- Il cielo cade, regia di Andrea Frazzi (2000)
- I nostri anni, regia di Daniele Gaglianone (2000)
- Senza confini - Storia del commissario Palatucci, regia di Fabrizio Costa - miniserie TV (2001)
- Concorrenza sleale, regia di Ettore Scola (2001)
- Perlasca - Un eroe italiano, regia di Alberto Negrin - serie TV (2002)
- Storia di guerra e d'amicizia, regia di Fabrizio Costa - serie TV (2002)
- A luci spente, regia di Maurizio Ponzi (2004)
- Cefalonia, regia di Riccardo Milani - serie TV (2005)
- Gino Bartali - L'intramontabile, regia di Alberto Negrin - serie TV (2006)
- La buona battaglia - Don Pietro Pappagallo, regia di Gianfranco Albano - serie TV (2006)
- Baciami Piccina, regia di Roberto Cimpanelli (2006)
- Hotel Meina, regia di Carlo Lizzani (2007)
- L'uomo che verrà, regia di Giorgio Diritti (2009)
- Mi ricordo Anna Frank, regia di Alberto Negrin - film TV (2009)
- Bandite, regia di Alessia Proietti (2009)
- La memoria degli ultimi, regia di Samuele Rossi (2014)
- Un mondo nuovo, regia di Alberto Negrin - film TV (2014)
- Non ci è stato regalato niente, regia di Eric Esser (2014)[8]
- Nome di battaglia Donna, regia di Daniele Segre (2016)
- La rugiada di San Giovanni, regia di Christian Spaggiari (2016)
- Bruciate Napoli, regia di Arnaldo Delehaye (2016-2019)[9]
- I partigiani alpini della VI G.L., regia di Anna Albertano (2018)[10]
- Il domani era venuto. Ricordare e non dimenticare, Regia Vincenzo Agosto (2024)

### Film jugoslavi
- Kozara - L'ultimo comando (Kozara), regia di Veljko Bulajić (1962)
- Inchiodate l'armata sul ponte (Most), regia di Hajrudin Krvavac (1969)
- La battaglia della Neretva (Bitka na Neretvi), regia di Veljko Bulajić (1969)
- Valter difende Sarajevo (Valter brani Sarajevo), regia di Hajrudin Krvavac (1972)
- La quinta offensiva (Sutjeska), regia di Stipe Delić (1973)
- 67 giorni, la repubblica di Užička (Uzicka Republika), regia di Žika Mitrović (1975)

### Film polacchi
- Dottor Korczak (Korczak), regia di Andrzej Wajda (1990)
- L'ultimo treno (Edges of the Lord), regia di Yurek Bogayevicz (2002)[11]

### Film statunitensi
- I perseguitati (The Juggler), regia di Edward Dmytryk (1953)
- I giovani leoni (The Young Lions), regia di Edward Dmytryk (1958)
- Il diario di Anna Frank (The Diary of Anne Frank), regia di George Stevens (1959)
- I cannoni di Navarone (The Guns of Navarone), regia di J. Lee Thompson (1961)
- Vincitori e vinti (Judgment at Nuremberg), regia di Stanley Kramer (1961)
- Il giorno più lungo (The Longest Day), regia di Darryl F. Zanuck (non accreditato), Ken Annakin (esterni Inglesi e Francesi), Bernhard Wicki (episodi Tedeschi), Andrew Marton (esterni Americani), Gerd Oswald (scene di paracadutismo) non accreditato (1962)
- Il segreto di Santa Vittoria (The Secret of Santa Vittoria), regia di Stanley Kramer (1969)
- Il maratoneta (Marathon Man), regia di John Schlesinger (1976)
- Giulia (Julia), regia di Fred Zinnemann (1977)
- I ragazzi venuti dal Brasile (The Boys from Brazil), regia di Franklin J. Schaffner (1978)[12]
- Ballata per un condannato (Playing for time), regia di Daniel Mann e Joseph Sargent (1980)
- La scelta di Sophie (Sophie's Choice), regia di Alan J. Pakula (1982)[13]
- Nemici, una storia d'amore (Enemies, A Love Story), regia di Paul Mazursky (1989)[14]
- L'amico ritrovato (Reunion), regia di Jerry Schatzberg (1989)[15]
- Gli ultimi giorni (The Last Days), regia di James Moll (1998)[16]
- Schindler's List - La lista di Schindler (Schindler's List), regia di Steven Spielberg (1993)
- Conspiracy - Soluzione finale (Conspiracy), regia di Frank Pierson – film TV (2001)[17]
- Miracolo a Sant'Anna (Miracle at St. Anna), regia di Spike Lee (2008)
- Monuments Men (The Monuments Men), regia di George Clooney (2014)

### Film tedeschi
- Rosenstrasse (Rosenstraße), regia di Margarethe von Trotta (2003)
- La Rosa Bianca - Sophie Scholl (Sophie Scholl - Die letzten Tage), regia di Marc Rothemund (2005)

### Film ungheresi
- Giorni freddi (Hideg napok), regia di András Kovács (1966)
- A torto o a ragione (Taking Sides), regia di István Szabó (2001)[18]

### Film olandesi
- Black Book (Zwartboek), regia di Paul Verhoeven (2006)